# Gastronomía de la provincia de Zaragoza

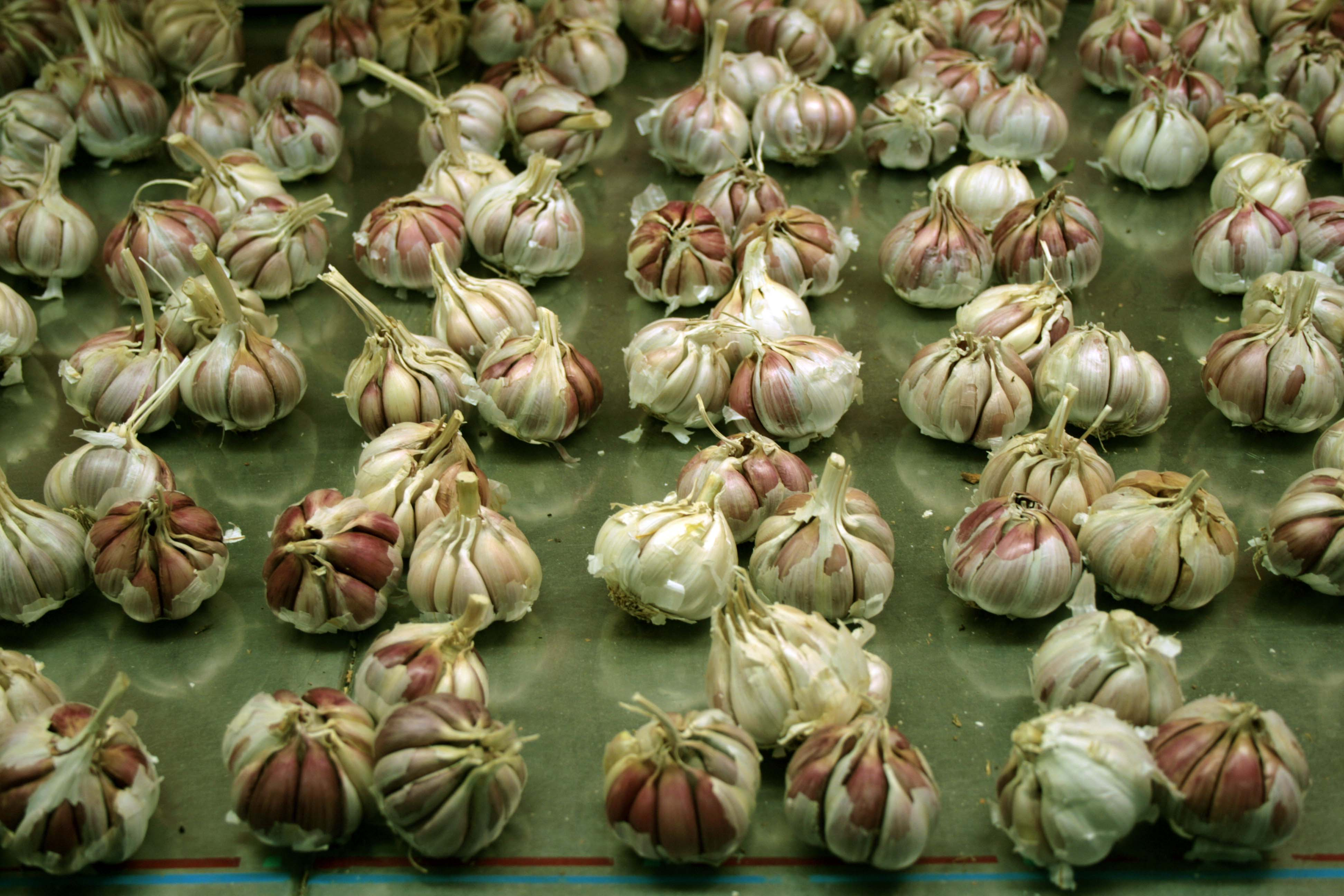
Uno de los ingredientes de la cocina zaragozana es: el ajo.

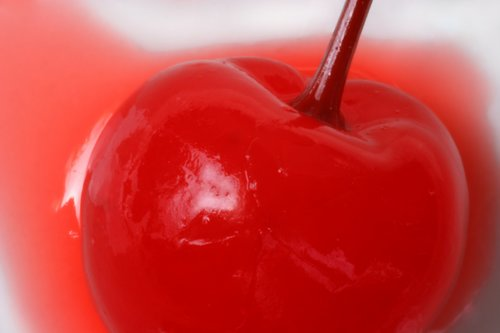
Guinda al marrasquino.

La Gastronomía de la provincia de Zaragoza es el conjunto de platos y costumbres culinarias de la provincia de Zaragoza. Corresponde al área geográfica más llana y con mayor variedad de preparaciones culinarias en la cocina aragonesa. Algunas preparaciones influencian a algunas de las cocinas navarra y manchega. El carácter de la provincia hace que muchas de las preparaciones denominadas a la aragonesa, o a la baturra posean su origen en la cocina de esta provincia de Zaragoza. Esto abre las posibilidades de un mayor tipismo en su cocina. Una de las preparaciones características de la provincia es la pepitoria y el otro es un ingrediente que la identifica: el ternasco.

## Historia
Desde muy temprano en la historia la ganadería de cordero ha proporcionado platos característicos en la provincia. El cereal ha formado parte de la alimentación de los primeros pueblos hispanos que habitaban la provincia. Gran parte de la producción histórica de cereales durante los siglos XVII y XVIII se trasladaba a las provincias de Cataluña. La excedencia de cereales permitía que en el siglo XIX la producción de pan fuera extensa en cantidad y en formas. Existiendo diversas preparaciones como las tortas dulces y
saladas, los dobladillos, los farinosos, las cocas así como otras masas horneadas. El fraile Juan de Altamiras publica en año 1758 su Nuevo Arte de Cocina mostrando algunas de las preparaciones de la cocina aragonesa. Durante las narraciones y descripciones de varios autores durante los Sitios de Zaragoza puede saberse de forma documentada lo que comían los zaragozanos antes del siglo XIX. Tras este suceso la cocina de la burguesía quedó influenciada completamente por la cocina francesa, quedando inalterable la de las clases bajas. Dentro de la repostería zaragozana el siglo XVIII es el denominado siglo de Oro del chocolate (véase: Historia del chocolate en España), debido a que era frecuente ser servido a la taza, bien espeso y aromatizado (chocolate a la española) y apoyado en su mancerina. Se sabe del comer de la provincia debido a la visita que hizo Alejandro Dumas y su descripción culinaria de los usos de los zaragozanos.

## Ingredientes

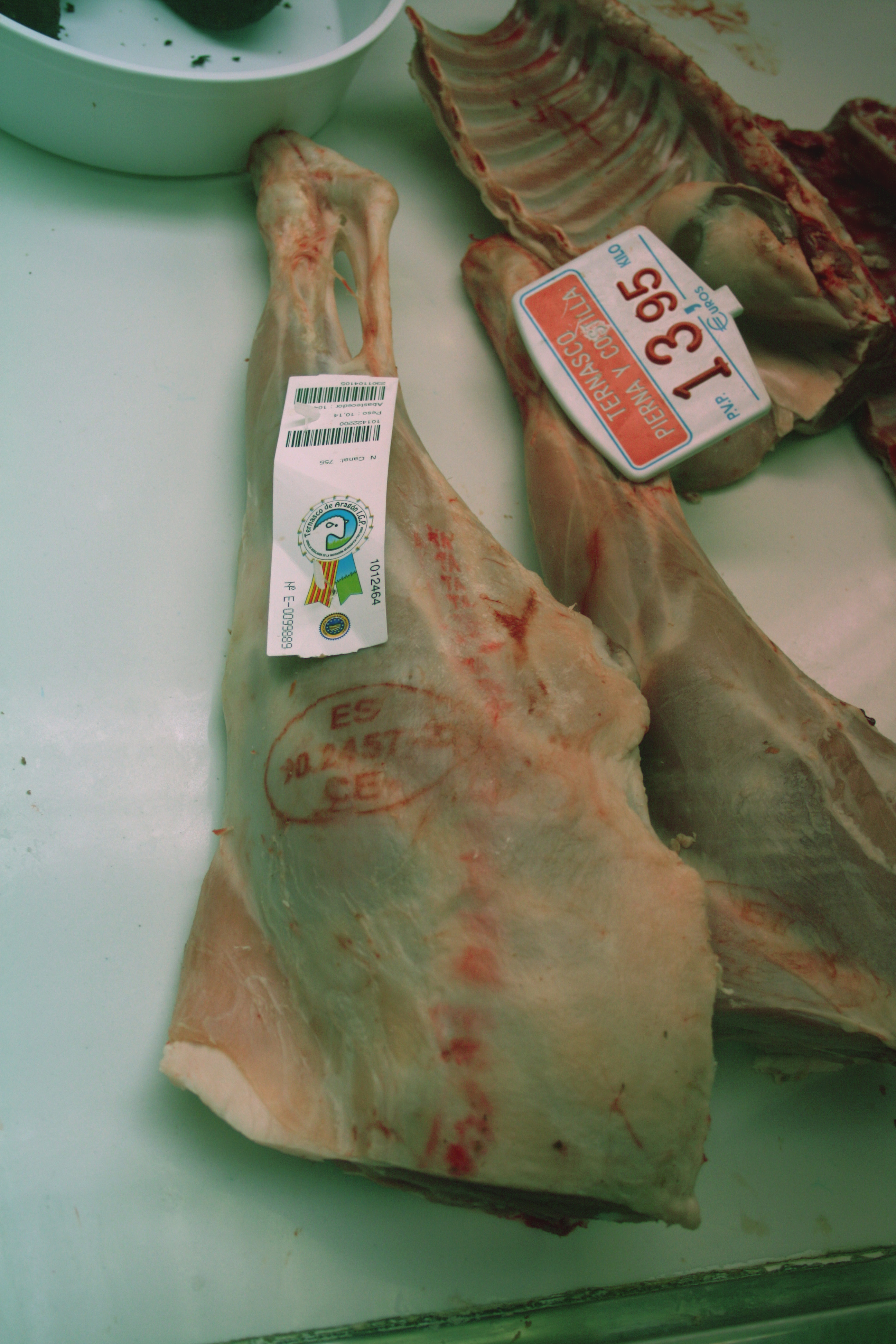
Pierna de ternasco de Aragón con su denominación de origen.

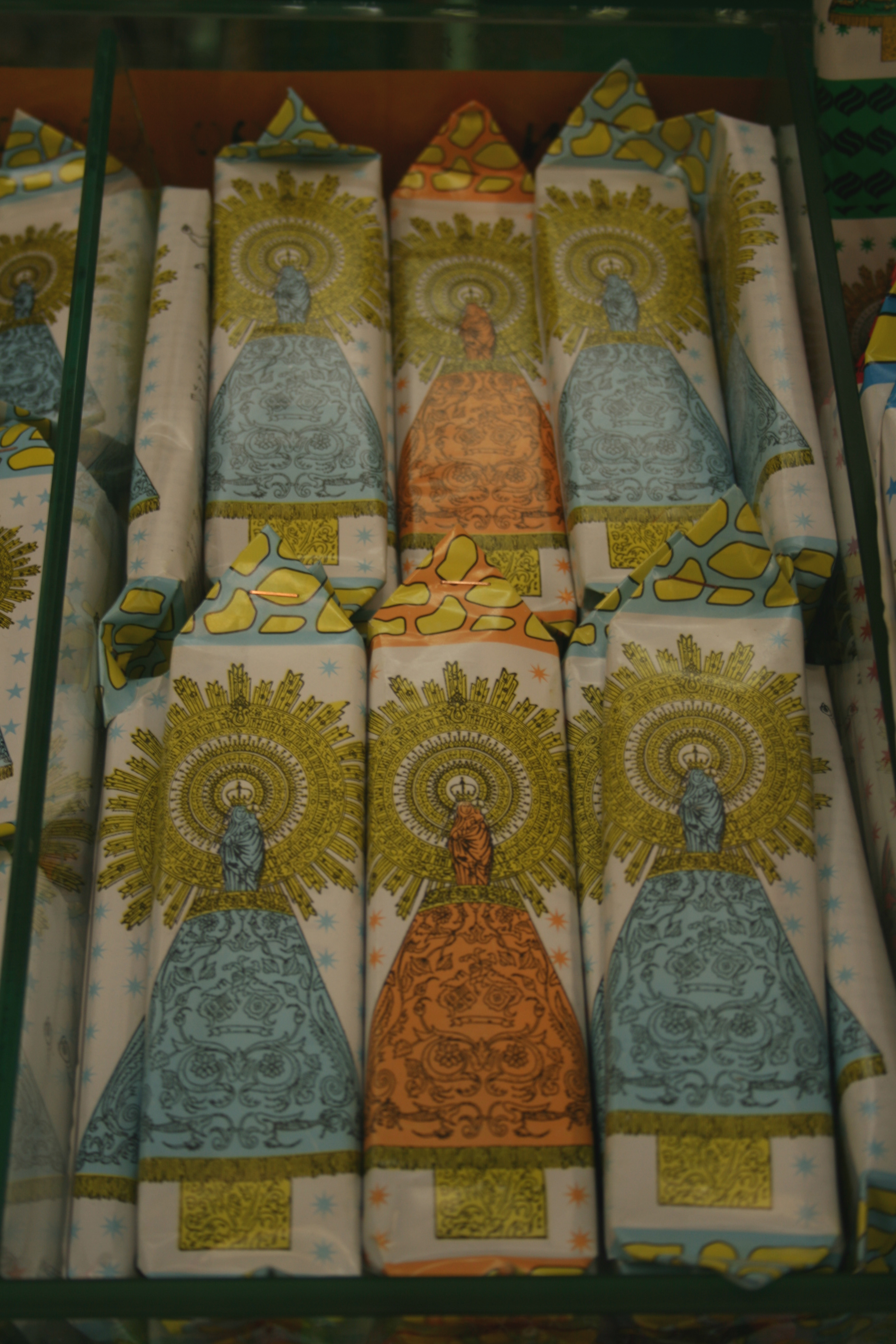
Adoquín del Pilar.

Existen abundantes platos de carnes y verduras, quizás más carnes que verduras. Se trata de una zona productora de excedentes alimentarios, cerealistas y ganaderos. Como es de suponer la inexistencia de costa hace que el pescado provenga de conservas, o también de formas tradicionales de conservación: generalmente la salazón. De la misma forma, la extensa ganadería proporciona lácteos y platos derivados como es la quesada aragonesa (es una especie de requesón mezclado con huevos y preparado al horno). El chilindrón es uno de los preparados culinarios por excelencia en esta provincia. Es frecuente el empleo de especias como el azafrán y el pimentón.

### Frutas y verduras
Existe abundancia de frutas en diversas partes de la provincia, de esta forma se tienen por famosas las manzanas y melocotones de Campiel. Los nabos de Mainar. Las patatas de Cella. Los productos del cereal, entre ellos el trigo, se encuentran las migas, entre ellas son conocidas las migas de salillas, las migas con tropezones (con huevo frito, jigote de picadillo de chorizo, morcilla y tomate), las migas a la zaragozana se elaboran con riñones de cordero. Entre los platos de arroz se encuentra el arroz con vino. Entre las verduras y hortalizas de la huerta zaragozana cabe destacar un plato típico de la provincia que es: la menestra de verduras. Cabe destacar el empleo de la borraja (son muy populares las procedentes del Moncayo), así como la acelga (denominada también como matafrailes) y los cardos (se suele preparar en las Navidad y se sirve acompañado con bechamel). La provincia posee una cierta producción de aceite de oliva, destacando el procedente de las áreas olivareras del Bajo Aragón y la Sierra del Moncayo.

### Carnes
Entre las carnes son muy populares las diversas preparaciones de cordero, una de ellas es el ternasco. Entre las preparaciones de ternasco se tiene la pepitoria de Mainar. Preparados algunas veces al estilo de la oscense como puede ser el ternasco a la pastora. Son populares las costillas de cordero a la baturra, los salmorejos de cordero, los sesos con tomate. Se preparan cabritos asados en algunos municipios. Los productos del cerdo son igualmente populares entre la región, y entre ellos se encuentra el lomo de cerdo a la zaragozana, una especie de magras con tomate. Entre los platos de volatería es curioso el pollo tostado de Sádaba, la pepitoria de gallina, las pechugas de pollo a la aragonesa, las pochas con codornices, la codorniz a la "finilitu". Entre las sopas cabe destacar la sopa aragonesa de hígado y queso que el cocinero Francisco Martínez Motiño cita como sopa aragonesa en el siglo XVII. Es conocida igualmente la sopa de capuchinos, la sopa cana y el potaje a la campesina.

### Pescados
El más frecuente es el bacalao que posee una denominación propia en esta provincia: bacalao zaragozano. Que se trata de un guiso de este pescado con patatas. Aparece en los platos el bacalao ajoarriero. Una de las preparaciones extrañas de pescado es el congrio con huevos a la bilbilitana, elaborado con congrio cortado en dados y sofrito con tomate. Son frecuentes las conservaciones en escabeche, aunque también en salazón: un ejemplo de ello son las sardinas ráncias. El río Ebro ha proporcionado desde tiempo platos tradicionales en la provincia como son las carpas, anguilas, barbos, madrillas e incluso hasta pequeños gobios.

## Repostería
Existen algunas preparaciones reposteras autóctonas como pueden ser los adoquín de Calatayud (caramelos en forma de adoquín), las tortas escaldadas, las almojábanas (típicas de Daroca), el pan dulce de Borja, roscos de Sástago, el fullatre de Tauste, la trenza de Almudévar, las guindas y cerezas al marasquino (originarias de la ciudad italiana de Marasca en la costa dálmata). Se encuentran los bizcochos baturros de Alhama de Aragón, las yemas dobles de Sádaba. Algunas preparaciones de la repostería zaragozana proceden de la navarra: tal es el caso de las migas con chocolate.

## Costumbres y ferias
En la zona de Zaragoza es muy popular "El Tubo" zona de restaurantes y casas de comidas.